# 쓰쓰미 세이지
쓰쓰미 세이지(일본어: 堤 聖司, 2002년 8월 4일~)는 일본의 축구 선수이다.

## 구단 경력
그는 2021년 J3리그의 후쿠시마 유나이티드 FC에 입단했다. 8월 일본 지역 리그의 오코시야스 교토 AC로 임대 이적했다. 2022년 후쿠시마 유나이티드 FC로 복귀했다.